# 李安度·贝拉斯克斯
李安度·贝拉斯克斯（英語：Leandro Sebastián Velázquez；1989年5月10日—），是一名阿根廷足球运动员，场上司职中场，目前效力於马来西亚足球超级联赛球队柔佛DT。

## 职业生涯
2008年4月4日，李安度·贝拉斯克斯在竞赛的比赛代表貝萊斯沙士菲首发，完成了他的联赛处子秀，最终该比1比1战平。李安度·贝拉斯克斯在对拉普拉塔大学生的比赛中打进了他的第一个进球，并随着球队获得2009年秋季赛冠军。
李安度·贝拉斯克斯在2009-10赛季被外借至纽韦尔老男孩。

### 柔佛DT
2015年10月，李安度·贝拉斯克斯进入2015年亚洲足协杯决赛阵容，代表柔佛DT首发，决赛中柔佛DT1-0击败伊提洛爾，李安度·贝拉斯克斯攻入致胜一球，帮助队伍三次夺得亚洲足协杯。2016年1月17日，李安度·贝拉斯克斯离开柔佛DT，以免费转会费加盟帕斯度。2019年2月21日，柔佛DT宣布李安度·贝拉斯克斯将回归柔佛DT。

### 国际生涯
2009年1月，李安度·贝拉斯克斯入选阿根廷U20大名单，参加在委内瑞拉举行的2009年南美洲青年足球錦標賽。他的球队未能取得國際足協U-20世界盃的参赛资格。

## 荣誉

### 俱乐部
貝萊斯沙士菲
- 阿根廷足球甲级联赛冠军：2009年秋季赛

柔佛DT
- 马来西亚超级足球联赛冠军：2019年、2020年、2021年、2022年
- 马来西亚杯冠军：2019年、2022年
- 马来西亚慈善盾冠军：2020年、2021年、2022年
- 马来西亚足总杯冠军：2022年
- 亚洲足协杯冠军：2015年